# Yoshio Tsuchiya
Yoshio Tsuchiya (土屋 嘉男, Tsuchiya Yoshio) est un acteur japonais, né le 18 mai 1927 et mort le 8 février 2017.

## Biographie
Yoshio Tsuchiya a notamment joué dans huit films d'Akira Kurosawa, dont Les Sept Samouraïs avec lequel il a commencé sa carrière dans le rôle de Rikichi. Il a également joué dans Kill, la Forteresse des samouraïs et dans de nombreux films de science-fiction de série Z, dont plusieurs films dérivés de Godzilla.
Il a tourné dans 90 films entre 1952 et 1994.
Yoshio Tsuchiya meurt le 8 février 2017 d'un cancer du poumon.

## Filmographie partielle
- 1952 : Assassin présumé (殺人容疑者, Satsujin Yōgisha?) de Hideo Suzuki
- 1953 : La Tour des lys (ひめゆりの塔, Himeyuri no tō?) de Tadashi Imai
- 1954 : Les Sept Samouraïs (七人の侍, Shichinin no samurai?) d'Akira Kurosawa : Rikichi
- 1954 : Mitsuyu-sen (密輸船?) de Toshio Sugie
- 1954 : The Invisible Avenger (透明人間, Tomei ningen?) de Motoyoshi Oda : Komatsu
- 1955 : Zoku tenka taihei (続天下泰平?) de Toshio Sugie
- 1955 : Le Retour de Godzilla (ゴジラの逆襲, Gojira no gyakushu?) de Motoyoshi Oda : Tajima, membre du corps de défense d'Osaka
- 1955 : Shin kurama tengu daisanbu (新鞍馬天狗 夕立の武士?) de Toshio Sugie
- 1955 : Natsume Sōseki no Sanshirō (夏目漱石の三四郎?) de Nobuo Nakagawa : Nonomiya
- 1955 : Vivre dans la peur (生きものの記録, Ikimono no kiroku?) d'Akira Kurosawa : ouvrier de l'usine après l'incendie
- 1956 : Kyatsu o nigasuna (彼奴を逃すな?) de Hideo Suzuki : Shiraishi
- 1956 : Le Cœur d'une épouse (妻の心, Tsuma no kokoro?) de Mikio Naruse
- 1957 : Le Château de l'araignée (蜘蛛巣城, Kumonosu-jō?) d'Akira Kurosawa : samouraï Washizu
- 1957 : Prisonnière des Martiens (地球防衛軍, Chikyū Bōeigun?) d'Ishirō Honda : le chef des Mysterians
- 1958 : L'Homme au pousse-pousse (無法松の一生, Muhomatsu no issho?) de Hiroshi Inagaki
- 1958 : Anzukko (杏っ子, Anzukko?) de Mikio Naruse : Ishima
- 1958 : L'Homme H (美女と液体人間, Bijo to ekitai ningen?) d'Ishirō Honda : détective Taguchi
- 1958 : Baran, le monstre géant (大怪獣バラン, Daikaijū Baran?) d'Ishirō Honda : officier militaire Katsumoto
- 1958 : La Forteresse cachée (隠し砦の三悪人, Kakushi toride no san-akunin?) d'Akira Kurosawa : samouraï à cheval
- 1959 : Bataille dans l'espace (宇宙大戦争, Uchū Daisensō?) d'Ishirō Honda : Iwomura
- 1959 : Le Sifflement de Kotan (コタンの口笛, Kotan no kuchibue?) de Mikio Naruse : professeur Nakanishi
- 1960 : Daigaku no sanzōkutachi (大学の山賊たち?) de Kihachi Okamoto : Iwano
- 1960 : Les salauds dorment en paix (悪い奴ほどよく眠る, Warui yatsu hodo yoku nemuru?) d'Akira Kurosawa : secrétaire ADA
- 1960 : The Human Vapor (ガス人間第1号, Gasu ningen daiichigō?) d'Ishirō Honda : Mizuno
- 1961 : Le Garde du corps (用心棒, Yojimbo?) d'Akira Kurosawa : Kohei
- 1961 : Kuroi gashū: Aru sonan (黒い画集 ある遭難?) de Toshio Sugie
- 1962 : Sanjuro (椿三十郎, Tsubaki Sanjūrō?) d'Akira Kurosawa : samouraï
- 1962 : Les 47 Rōnin (忠臣蔵 花の巻 雪の巻, Chūshingura: Hana no maki, yuki no maki?) de Hiroshi Inagaki : Matanosho Shoita, le frère de Saho
- 1963 : Entre le ciel et l'enfer (天国と地獄, Tengoku to jigoku?) d'Akira Kurosawa : inspecteur Murata
- 1963 : L'Héritage des 500 000 (五十万人の遺産, Gojūman-nin no isan?) de Toshirō Mifune : Yamazaki
- 1963 : Matango (マタンゴ?) d'Ishirō Honda : Masafumi Kasai
- 1965 : Barberousse (赤ひげ, Akahige?) d'Akira Kurosawa : Dr Handayū Mori
- 1965 : Invasion Planète X (怪獣大戦争, Kaijū Daisensō?) d'Ishirō Honda : contrôleur de Planète X
- 1965 : Frankenstein vs. Baragon (フランケンシュタイン対地底怪獣, Furankenshutain tai chitei kaijū Baragon?) d'Ishirō Honda : M. Kawai
- 1966 : Délit de fuite (ひき逃げ, Hikinige?) de Mikio Naruse : Shuichi
- 1966 : Sasaki Kojiro (佐々木小次郎?) de Hiroshi Inagaki : Heisuke Ichinami
- 1967 : L'Empereur et le Général (日本のいちばん長い日, Nihon no ichiban nagai hi?) de  Kihachi Okamoto : Lt. Colonel Hiroshi Fuha
- 1967 : Nuages épars (乱れ雲, Midaregumo?) de Mikio Naruse : le mari de Yumiko
- 1967 : Le Fils de Godzilla (怪獣島の決戦 ゴジラの息子, Kaijū-tō no kessen: Gojira no musuko?) de Jun Fukuda : Furukawa
- 1968 : Kill, la Forteresse des samouraïs (斬る, Kiru?) de Kihachi Okamoto : Shinroku Matsuo
- 1968 : Les envahisseurs attaquent (怪獣総進撃, Kaijū Sōshingeki?) d'Ishirō Honda : Dr Otani
- 1969 : Les Funérailles des roses (薔薇の葬列, Bara no sōretsu?) de Toshio Matsumoto : Gonda
- 1970 : Les Envahisseurs de l'espace (ゲゾラ・ガニメ・カメーバ 決戦!南海の大怪獣, Gezora, Ganime, Kameba: Kessen! Nankai no daikaijū?) d'Ishirō Honda : Dr Kyoichi Mida
- 1973 : La Légende de Zatoïchi : Retour au pays natal (新座頭市物語・笠間の血祭り, Shin Zatōichi monogatari: Kasama no chimatsuri?) de Kimiyoshi Yasuda : intendant Shobei
- 1982 : Lady Karuizawa (軽井沢夫人, Karuizawa fujin?) de Masaru Konuma : Gen'ichirō Nakagawa
- 1983 : Shōsetsu Yoshida gakko (小説吉田学校?) de Shirō Moritani : Joji Hayashi
- 1991 : Godzilla vs King Ghidorah (ゴジラvsキングギドラ, Gojira tai Kingu Gidora?) de Kazuki Ōmori : l'homme d'affaires Yasuaki Shindo